# Ethan Scott
Ethan Scott es un personaje ficticio de la serie de televisión australiana Hollyoaks, interpretado por el actor Craig Vye desde el 8 de diciembre del 2010, hasta el 6 de diciembre del 2011.

## Biografía
Es muy buen amigo de Riley Costello y Doug Carter.
Ethan se entregó a la policía en diciembre del 2011 por haber atropellado a Rob Edwards accidentalmente después de distraerse mientras manejaba y le mandaba mensajes a Theresa McQueen y a Liberty Savage. Luego de que Warren Fox lo amenzara con lastimarlas si no lo ayudaba a matar a Brendan Brady.